# Billardiera venusta
Billardiera venusta là một loài thực vật có hoa trong họ Pittosporaceae. Loài này được (Putt.) L.W.Cayzer & Crisp mô tả khoa học đầu tiên năm 2004.